# Cantone di Villemomble
Il Cantone di Villemomble è una divisione amministrativa degli arrondissement di Bobigny e di Le Raincy.
A seguito della riforma complessiva dei cantoni del 2014 è passato da 1 a 3 comuni.

## Composizione
Prima della riforma del 2014 comprendeva il solo comune di Villemomble.
Dal 2015 comprende i comuni di:
- Neuilly-Plaisance
- Le Raincy
- Villemomble